# شمس‌الدین فرزادی‌پور
شمس‌الدین فرزادی‌پور، از اعضای ارشد سپاه پاسداران و مدیرعامل ایران ایر از اردیبهشت ۱۴۰۱ تا دی ۱۴۰۳ بوده‌است. او پیش‌تر فرماندهی عملیات هوایی نیروی هوافضای سپاه را عهده‌دار بود. او خلبان هواپیمای ترابری سنگین ایلیوشین ۷۶تی‌دی است و در پشتیبانی از عملیات نیروی قدس سپاه پاسداران در جنگ داخلی سوریه نقش ایفا می‌کرد.